# The Amazing Spider-Man (Game Boy-spel)
The Amazing Spider-Man är ett Game Boy-spel från 1990.

## Handling
Spider-Mans ärkefiender Mysterio, Dr. Octopus och Gröna Trollet har fått reda på att Spider-Man i själva verket är Peter Parker, och kidnappar Peters flickvän Mary Jane.

### Fotnoter
1. ↑  Composer information for The Amazing Spider-Man på Portable Music History
2. ↑  ”The Amazing Spider-Man” (på svenska). Nintendomagasinet (Kungsbacka: Atlantic) (11-12 1991):  sid. 17 (Power Player). november-december 1991. Läst 15 april 2014.